# Yasuyuki Konno
Yasuyuki Konno (Sendai, Japão, 25 de janeiro de 1983) É um Jogador de futebol profissional do Japão, tendo sua carreira de sucesso já na Tohoku High School, visto por muitos como o grande astro. Pela seleção, participou de 3 copas do mundo. atualmente joga no Nankatsu clube da 5ª divisão do campeonato japonês.

## Carreira
Depois de se formar na Tohoku High School, Konno assinou seu primeiro contrato profissional com o Consadole Sapporo, da J1 League, antes da temporada de 2001. Ele passou três temporadas no total em Sapporo e fez 65 jogos na liga para os homens de vermelho e preto que foram rebaixados para a J2 League na temporada de 2003. Ele passou um ano jogando na J2 antes de ir para o sul para ingressar no FC Tokyo em 2004. Ele jogou mais de 250 jogos da liga em oito temporadas no Ajinomoto Stadium e os ajudou a erguer a J.League Cup em 2004 e 2009, bem como a J2 League e a Copa do Imperador em sua última temporada no clube em 2011.
Ele se mudou para o oeste para ingressar no Gamba Osaka em 2012. Sua primeira temporada com os homens de azul e preto não foi feliz, pois eles foram rebaixados para a segunda divisão do Japão após terminar em 17º lugar na liga. Eles se recuperaram como campeões na primeira vez, com Konno marcando quatro vezes em 32 jogos. 2014 ficou ainda melhor para o Gamba, que marcou seu retorno à primeira divisão do Japão ao vencer a tripla doméstica; levantando o troféu da J1 League , além da J.League Cup e da Copa do Imperador. Konno jogou 46 vezes e marcou duas vezes em todas as competições, formando uma parceria no meio-campo com o jogador internacional mais internacional do Japão, Yasuhito Endō.
O Gamba manteve o título da Copa do Imperador em 2015 e acrescentou a Supercopa do Japão de 2015 ao seu armário de troféus, derrotando o Urawa Reds na final de ambas as competições. Eles também chegaram às semifinais da Liga dos Campeões da AFC antes de cair para os chineses do Guangzhou Evergrande. Konno jogou 51 vezes em todas as competições em 2015 e marcou 6 gols.
O Gamba não conquistou nenhum troféu entre 2016 e 2018, mas Konno continuou sendo uma figura importante na equipe, perdendo apenas um jogo do campeonato em 2016, quando o Gamba terminou em terceiro na classificação final. A lesão o forçou a sair por um período em 2017 e ele conseguiu fazer apenas 24 jogos no campeonato antes que um período ainda mais longo fora do campo o fizesse perder a maior parte da primeira metade da temporada de 2018. Gamba lutou com o novo técnico, o brasileiro Levir Culpi, que foi demitido no meio da temporada e substituído pelo técnico sub-23 do Gamba Osaka, Tsuneyasu Miyamoto. A nomeação de Miyamoto coincidiu com o retorno de Konno de lesão e um time de Gamba que passou grande parte da temporada na zona de rebaixamento teve uma sequência de nove vitórias consecutivas no campeonato e acabou terminando em um confortável 9º lugar.
Em julho de 2019, Konno mudou-se para Júbilo Iwata.

## Carreira Internacional
Ele fez parte da seleção nacional Sub-23 do Japão nas Olimpíadas de 2004 , que terminou em quarto lugar no grupo B, abaixo dos vencedores do grupo Paraguai, Itália e Gana. Ele também foi internacional pela seleção sub-20 do Japão no Campeonato Mundial Juvenil de 2003.
Em 3 de agosto de 2005, ele fez sua estreia pela seleção principal em uma partida da Copa do Leste Asiático contra a China, que terminou com um empate de 2–2. Ele conquistou a segunda internacionalização quatro dias depois, jogando os 90 minutos completos na vitória por 1–0 sobre a Coreia do Sul . Mais tarde naquele ano, ele entrou como reserva no segundo tempo na vitória em casa por 1–0 sobre o Irã nas eliminatórias da Copa do Mundo de 2006.
Konno não jogaria novamente por seu país até depois das finais da Copa do Mundo de 2006, jogando na derrota por 1–0 em um amistoso em casa para Gana em outubro de 2006 e nas eliminatórias da Copa da Ásia de 2007 contra a Índia, no final daquele mês, e a Arábia Saudita em novembro.
Levaria mais sete meses até que ele puxasse o azul do Japão, jogando na vitória em amistoso em casa sobre Montenegro e no empate com a Colômbia em junho de 2007. Suas atuações nesses jogos lhe renderam uma vaga na seleção japonesa para a Copa da Ásia de 2007 e ele jogou três vezes ao terminar em 4º lugar após uma derrota por 3–2 na semifinal para a Arábia Saudita e uma derrota na disputa de pênaltis para a Coreia do Sul no play-off de 3º/4º lugar. Ele jogou mais três partidas não competitivas em 2007; contra Catar, Áustria e Egito .
Em fevereiro de 2008, ele foi selecionado para o time do Campeonato de Futebol do Leste Asiático e jogou na vitória por 1–0 sobre a China e no empate de 1–1 com a Coreia do Sul, com o Japão terminando em segundo lugar na classificação final. 2008 acabou sendo um ano agitado para ele internacionalmente, já que jogou mais quatro amistosos e 6 eliminatórias para a Copa do Mundo de 2010.
Ele jogou sete vezes em 2009, a primeira aparição como substituto no segundo tempo na goleada por 5–1 sobre a Finlândia em fevereiro, seguida por uma vitória por 4–0 sobre o Chile em maio. Ele jogou duas vezes no mês seguinte nas Eliminatórias da Copa do Mundo contra o Catar e a Austrália . As partidas não terminaram bem para o Samurai Blue, que só conseguiu empatar em 1–1 em casa para o Catar antes de perder por 2–1 para a Austrália sete dias depois. O Japão voltou à forma no final do ano, derrotando a Escócia e o Togo em outubro, com Konno começando o primeiro e entrando no segundo tempo do último, antes de também aparecer como reserva no mês seguinte em um empate por 0–0 fora de casa em um amistoso internacional contra a África do Sul, anfitriã da Copa do Mundo do ano seguinte.
No ano seguinte, ele foi selecionado para a seleção do Japão para a Copa do Mundo de 2010 na África do Sul e recebeu a camisa 15. Ele só entrou em campo por 2 minutos em todo o torneio, substituindo Yoshito Ōkubo aos 88 minutos da vitória do Japão por 3 a 1 no Grupo E sobre a Dinamarca em Rustenburg , que selou sua qualificação para as oitavas de final, onde eles continuariam. ser eliminado pelo Paraguai nos pênaltis.
Em 2011, ele foi convocado para a Copa da Ásia de 2011 no Catar, onde desta vez vestiu o número 4 nas costas. Ele jogou todos os minutos de todas as seis partidas do Japão no torneio enquanto eles conquistavam o título, derrotando a Austrália por 1–0 após a prorrogação na final, graças ao gol da vitória de Tadanari Lee aos 109 minutos. No final do ano, ele marcou seu primeiro gol internacional, aos 36 minutos na vitória por 4–0 sobre o Tajiquistão nas eliminatórias da Copa do Mundo de 2014 em 11 de novembro.
Ele jogou oito partidas internacionais em 2012, uma mistura de amistosos e eliminatórias da Copa do Mundo antes de ser escolhido para a seleção do Japão para a Copa das Confederações de 2013 no Brasil no ano seguinte. Ele começou todos os três jogos do Samurai Blue no torneio, que terminaram em derrota e os viu terminar abaixo do Brasil , Itália e México na classificação do Grupo A.
Em 2014 disputou sua segunda Copa do Mundo , desta vez no Brasil. O Japão empatou no Grupo C junto com Colômbia, Grécia e Costa do Marfim e terminou na 4ª colocação com 1 empate e 2 derrotas. Konno não jogou na derrota inicial por 2–1 para a Costa do Marfim, mas começou o empate em 0–0 com a Grécia e a derrota por 4–1 para a Colômbia.
Ele jogaria apenas mais dez partidas por seu país ao longo de três anos após a Copa do Mundo de 2014, no entanto, ele conseguiu aumentar sua contagem de gols internacionais para quatro graças a gols na vitória por 2–1 em um amistoso em casa sobre a Austrália em novembro de 2014, e na vitória fora de casa por 2–0 sobre os Emirados Árabes Unidos nas eliminatórias para a Copa do Mundo de 2018 em março de 2017 e, finalmente, em um empate de 1–1 em um amistoso em casa contra a Síria em 7 de junho de 2017. Ele jogou 93 jogos e marcou quatro gols pelo Japão até 2017.

## Títulos
Seleção Japonesa
J League
- Copa da Ásia: 2011